# Coelogyne flaccida
Coelogyne flaccida é uma espécie de orquídea (Orchidaceae) do Sudeste Asiático.